# Rue Sainte-Opportune
La rue Sainte-Opportune est une voie du 1er arrondissement de Paris, en France.

## Origine du nom
Elle est située dans le voisinage de la place Sainte-Opportune, qui porte ce nom car elle occupe l'emplacement du cloître de l'église Sainte-Opportune.

## Historique
Une ordonnance royale du 30 mai 1836 ordonne le percement d'une voie nouvelle entre la rue des Fourreurs (disparue lors de la création de la rue des Halles) et la rue de la Ferronnerie dans l'axe de la fontaine des Innocents.
Cette rue, immédiatement créée, absorbe une partie de la rue de l'Aiguillerie, rue ancienne reliant à l'origine la rue Saint-Denis au cloître de l'église Sainte-Opportune (actuelle place Sainte-Opportune). Le reste de la rue a été réuni à la rue des Lombards en 1877,.

## Pour approfondir